# حادثة نفق النهضة

صوة توضح أحد الجناة وهو يعتدي على الفتاة.

حادثة نفق النهضة, وقعت في 2005 في نفق النهضة بمدينة الرياض, حيث هاجم ثلاثة شبان فتاتين كانتا تسيران في نفس النفق. وقامو بتصوير الحادثة عبر جهاز النقال الخاصة بهم.
وبعد أن انتشرت الحادثة عبر الصحف ومواقع الأنترنت, وفي أغسطس 2005 تمكنت شرطة منطقة الرياض من القبض على الجناة, حيث قامت الشرطة بتوضيح صور الجناة عبر أجهزة خاصة من مقطع الفيديو الذي تداول, وقامت بوضع مصادر سرية بين عدد من المشبوهين حتى القي القبض على عدد من الجناة. وصدر الحكم بحقهم بعد ثلاثة أشهر من القبض.